# Хассан, Варсама
Варсама́ Хасса́н Хуссе́йн (фр. Warsama Hassan Houssein; род. 17 марта 1999, Джибути, Джибути) — джибутийский футболист, полузащитник клуба «Арта/Солар7».

## Карьера
Играл в академии клубов «Стандард» (Льеж) и «Генк». В 2019 году перешёл в «Серен». Дебютировал в Третьей лиге Бельгии в матче с «Дессель Спорт». В 2020 году стал игроком словацкого клуба «Серед», но на поле так и не вышел.
В 2021 году подписал контракт с мальтийской командой «Слима Уондерерс». Дебютировал в мальтийской Премьер-лиге в матче с клубом «Бальцан».

## Карьера в сборной
Играл в сборной Бельгии до 15 лет. В сентябре 2019 года был призван в основную сборную Джибути. Дебютировал в матче квалификации Чемпионата мира со сборной Эсватини, Джибути выиграли 2:1.